# 泰勒·曼森
泰勒·曼森（英語：Taylor Manson，1999年9月29日—），美國田徑運動員，她代表美國隊參加了日本舉行的2020年夏季奧林匹克運動會，並且在混合4×400米接力比賽上獲得銅牌。